# Monastère de la Mère-de-Dieu de Raïfa
Le monastère de la Mère-de-Dieu de Raïfa (Раи́фский Богоро́дицкий монасты́рь) est un monastère d'hommes de l'Église orthodoxe russe situé près de Kazan en Russie dans le Tatarstan. C'est le monastère le plus important de l'éparchie de Kazan en activité. Il a été fondé au XVIIe siècle. 

## Histoire

### Fondation auXVIIesiècle

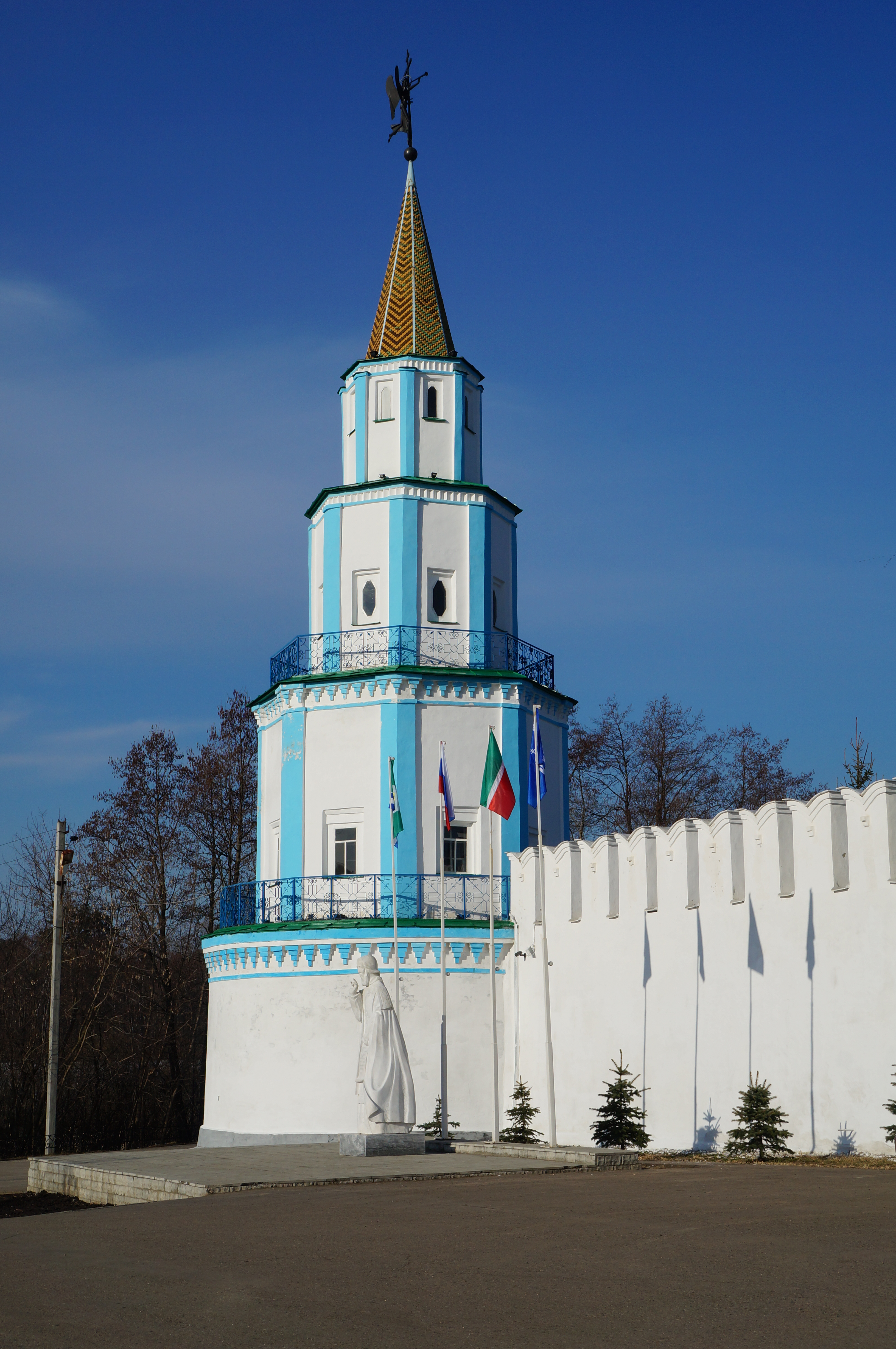
Tour d'angle Sud-Est.

Le monastère de Raïfa est fondé au XVIIe siècle par l'ermite Philarète à 27 kilomètres au nord-ouest de la ville de Kazan. Après la mort de ses parents, il partage tous son héritage suivant le conseil évangélique à des pauvres et devient moine au monastère Tchoudov de Moscou. Il vit pendant le temps des troubles jusqu'à la mort du patriarche Hermogène (12 janvier 1612) à ses côtés et devient hiéromoine. Désirant suivre une vie de prière plus solitaire, il quitte la capitale et descend le long de la Volga, arrivant à Kazan en 1613. Il demeure d'abord au monastère de la Transfiguration-du-Sauveur de Kazan (dans le Kremlin de Kazan), puis s'installe au bord du lac Soumskoïe dans une cellule qu'il construit,. Au début, il vit dans la solitude, dérangé seulement certains jours par des Tchérémisses, membres d'une tribu païenne, qui venaient faire leurs dévotions à leur divinité locale au bord du lac, lieu considéré par eux comme sacré.
La rencontre de l'orthodoxie avec le paganisme a conduit les Maris à répandre eux-mêmes la nouvelle de l'apparition d'un saint homme dans sa hutte sur le rivage. Bientôt des disciples se joignent à lui, formant une skite,. Une chapelle est construite (selon la légende d'après une vision d'un des moines).
Philarète meurt en 1659 et en 1661 le métropolite de Kazan, Laurent, donne sa bénédiction pour la fondation du monastère,. Il est nommé en l'honneur du fameux monastère de Raïfa situé dans le Sinaï au bord de la mer Rouge, où des moines trouvèrent la mort de la main des païens; l'église-catholicon est consacrée en l'honneur des Pères du Sinaï et de Raïfa .
On apporte en 1668 au monastère une copie exacte de l'icône de la Mère de Dieu de Géorgie (venue du monastère de Krasnogorsk), qui se trouve être jusqu'à aujourd'hui l'icône la plus révérée du monastère et fait l'objet d'un pèlerinage de dizaine de milliers de fidèles,.

### XVIIe— début duXXesiècle
Jusqu'à l'incendie de 1689, le monastère est construit en bois. L'ensemble architectural de pierre commence à être construit au tournant du XVIIe siècle et du XVIIIe siècle. Les murs crénelés et les tours sont construits en 1690-1717. Il s'étendent dans un périmètre de plus de 500 mètres de côté donnant un aspect pittoresque de forteresse ou de kremlin au monastère,.
Une église de pierre est érigée en 1708 et consacrée aux Pères du Sinaï et de Raïfa ; celle consacrée à sainte Sophie l'est en 1739-1827 au-dessus des cellules des moines: c'est la plus petite car elle ne peut contenir qu'une dizaine de fidèles. En 1835-1842, la collégiale de l'Icône-de-la-Mère-de-Dieu-de-Géorgie est construite en style néo-classique par l'architecte Mikhaïl Korinfski et en 1889-1903 le clocher-porte qui s'élève à 60 mètres. La collégiale de la Trinité date de 1904-1910 en style néo-russe par Fiodor Malinovski,.

Le monastère de Raïfa à la fin des années 1870
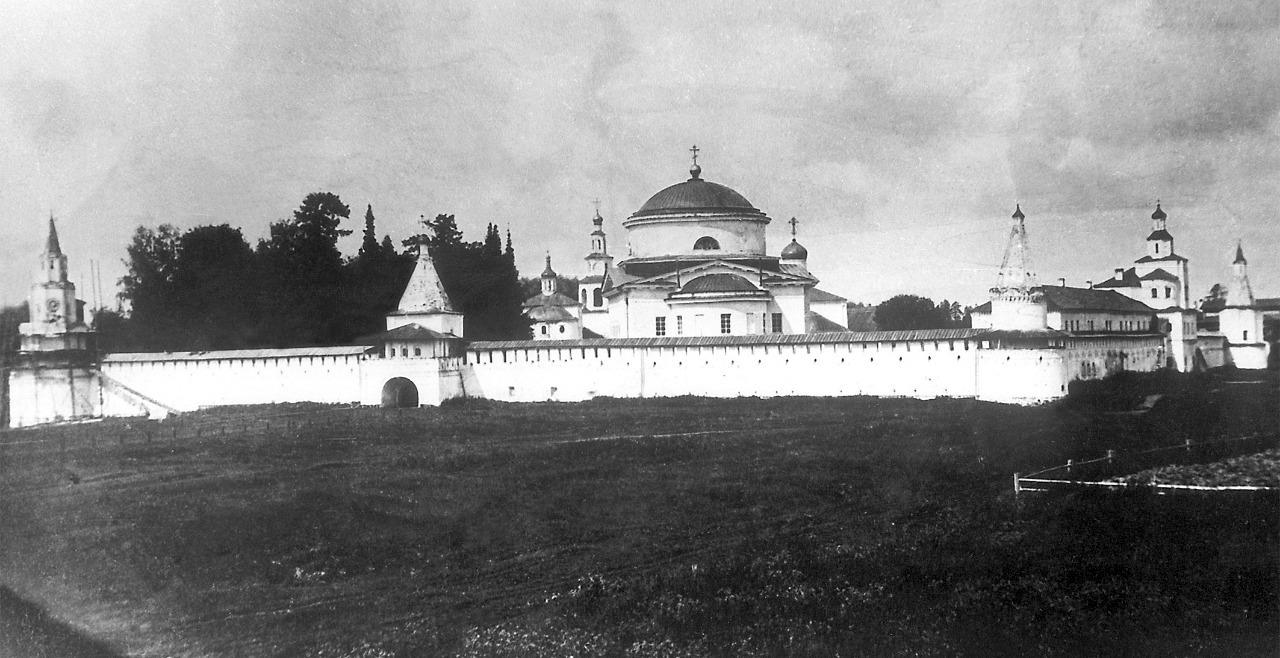
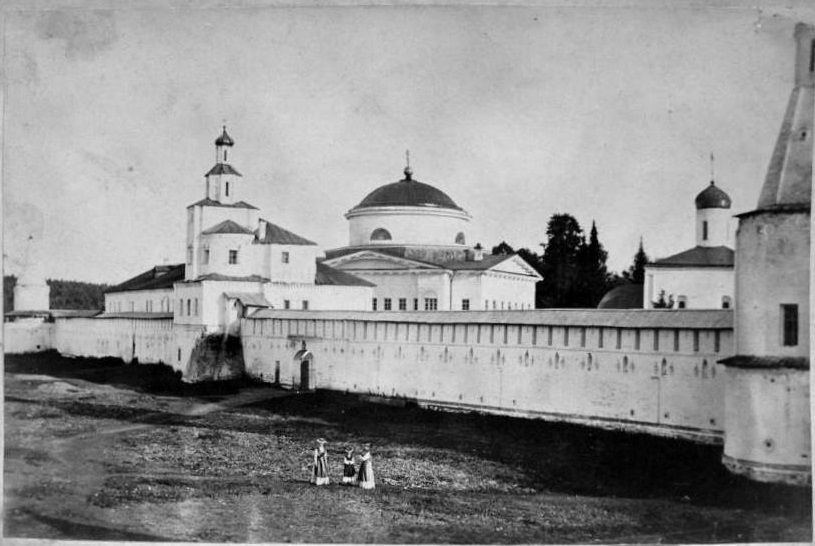

À la veille de la révolution de 1917, quatre-vingts moines et novices vivaient au monastère. Sa fête était célébrée le 31 juillet (dans le calendrier julien); l'icône de la Mère de Dieu était portée en procession jusqu'à Sviajsk et ses splendides églises et y restait vingt jours.

### Période soviétique
Le monastère est officiellement fermé en 1918, mais certaines de ses églises restent encore ouvertes au culte quelques années. En 1930, les autorités communistes arrêtent plusieurs moines pour « agitation contre-révolutionnaire et anti-soviétique »; ce sont les hiéromoines Antoine (Tchirkov), Varlaam (Pokhiliouk), Job (Protopopov), Joseph (Gavrilov), Serge (Gouskov) et le novice Piotr Toupitsine. Ils sont tous fusillés la même année. Ils sont inscrits à la liste locale des nouveaux martyrs de Raïfa par l'Église orthodoxe russe en 1997 et leurs noms sont inscrits à la vénération de toute l'Église en 2020,.
Dans les années 1930, l'ancien monastère devient une prison pour les prisonniers politiques et plus tard une maison de redressement pour mineurs délinquants. Les églises sont transformées en ateliers.

## Situation actuelle
Le monastère est rendu à l'Église orthodoxe russe en 1991.
Son premier supérieur en est alors l'archimandrite Vsevolod (23 janvier 1959-20 août 2016) qui déclare que la renaissance de ce monastère totalement dévasté serait juste un miracle,. L'icône de la Mère de Dieu revient de Kazan au monastère le 23 juin 1991, jour où y est célébré pour la première fois la divine liturgie. Les travaux de restauration et de reconstruction se déroulent pendant plus d'une décennie, tandis que la vie religieuse est rétablie. Il y a en 2020 une trentaine de moines.
Le quartet vocal du monastère du nom de Pritcha («Притча») est fameux ; il a été fondé en 1993. Le monastère abrite un foyer pour garçons depuis 1994. Le patriarche Alexis II de Moscou est venu visiter le monastère le 1er septembre 1997 et a consacré une fontaine avec sa chapelle en l'honneur de saint Serge de Radonège.
Le monastère publie depuis 2001 un journal quotidien intitulé Le Messager de Raïfa («Раифский Вестник») avec un supplément pour enfants Svetliatchok (ver luisant, «Светлячок»), et depuis 2011 un almanach annuel («Раифский Альманах»).

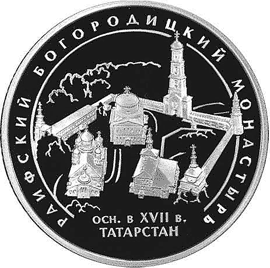
Monnaie éditée en 2005 par la banque de Russie

Une hôtellerie est ouverte au monastère depuis 2008 («Дом паломника», la Maison du Pèlerin).
Le patriarche Cyrille s'est rendu au monastère le 21 juillet 2016.
Depuis 2018, le supérieur du monastère est le hiéromoine Gabriel (Rojnov). Il a reçu la bénédiction du métropolite de Kazan et du Tatarstan, Théophane, pour la construction de la nouvelle skite (ermitage) Saint-Nicolas en 2019,,. La même année, le monastère ouvre un musée de l'histoire du monastère de Raïfa,.
Le monastère est un ensemble architectural et monumental des plus significatifs de la Moyenne-Volga. L'environnement naturel de  ce grand témoin de la culture russe est également très prisé des visiteurs avec le lac de Raïfa (1,5 km de longueur et 300 mètres de largeur) et la forêt de pins tout autour, (depuis 1960, la forêt fait partie d'un parc naturel).
Quatre églises sont ouvertes au culte au monastère, ce sont:
- la collégiale (ou cathédrale) de l'Icône-de-la-Mère-de-Dieu-de-Géorgie (1842),
- l'église des Saints-Pères-de-Sinaï-et-de-Raïfa,
- la collégiale de la Trinité,
- l'église-porte Saint-Michel-Archange.

L'église Sainte-Sophie (construite à la fin du XVIIIe siècle) est toujours en restauration et n'est plus consacrée.

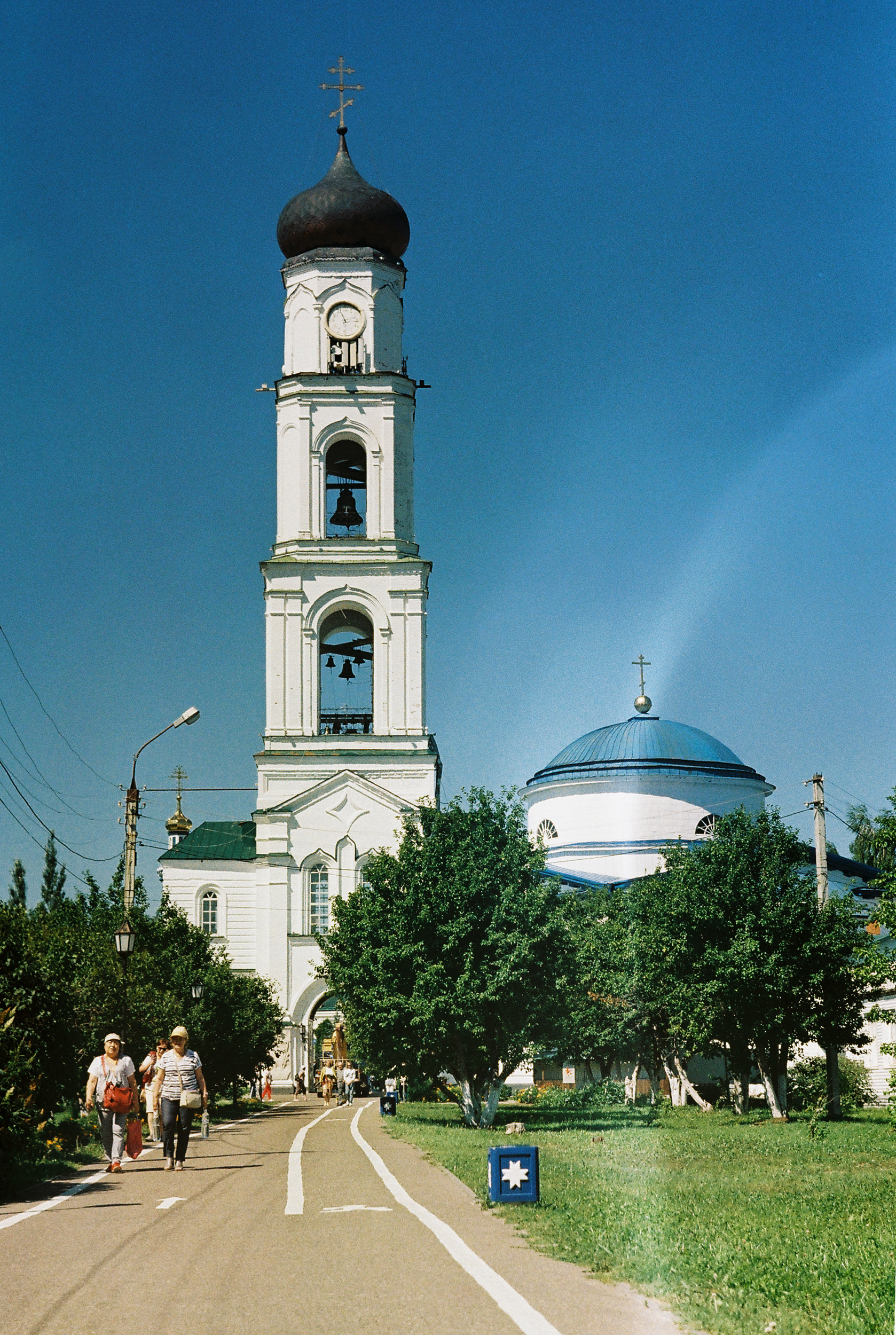
Le clocher et l'église-porte
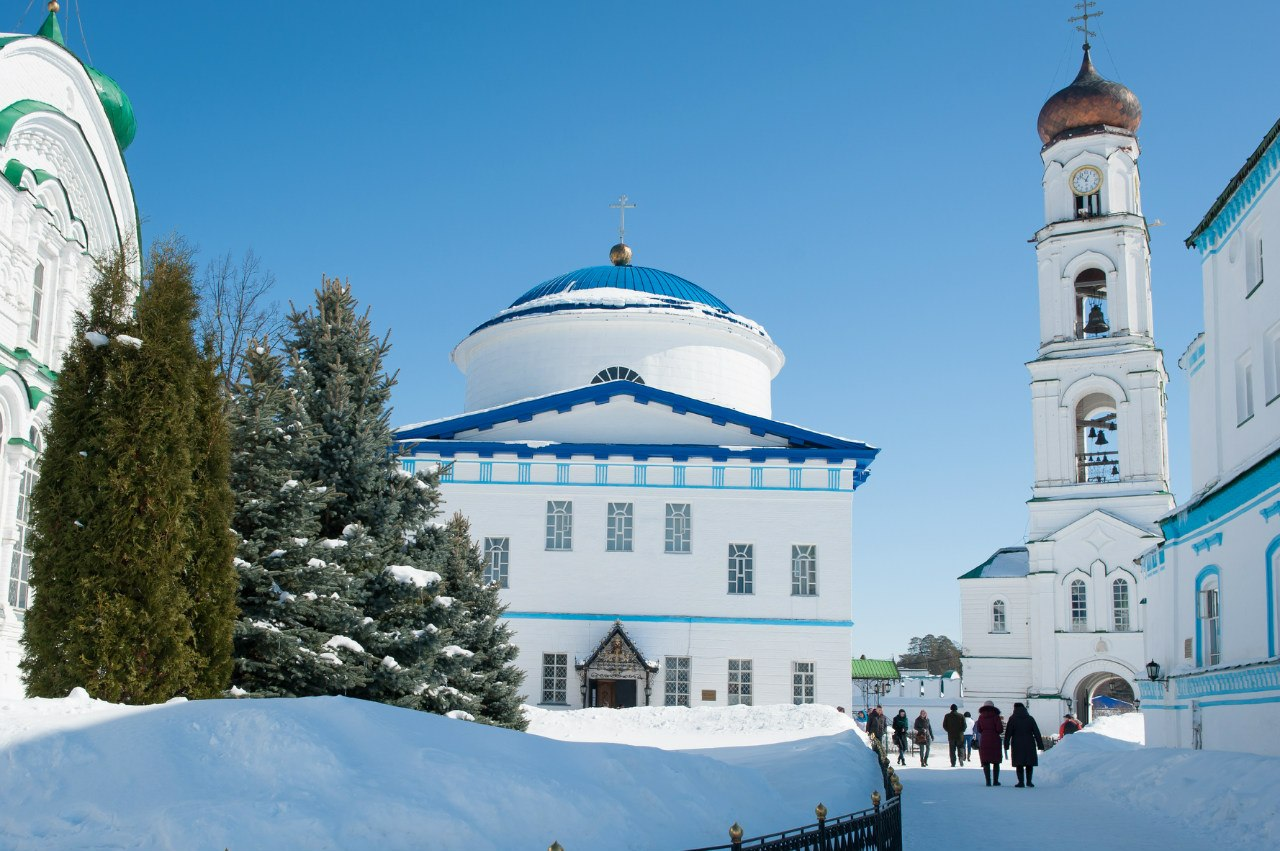
Collégilae de la Mère-de-Dieu
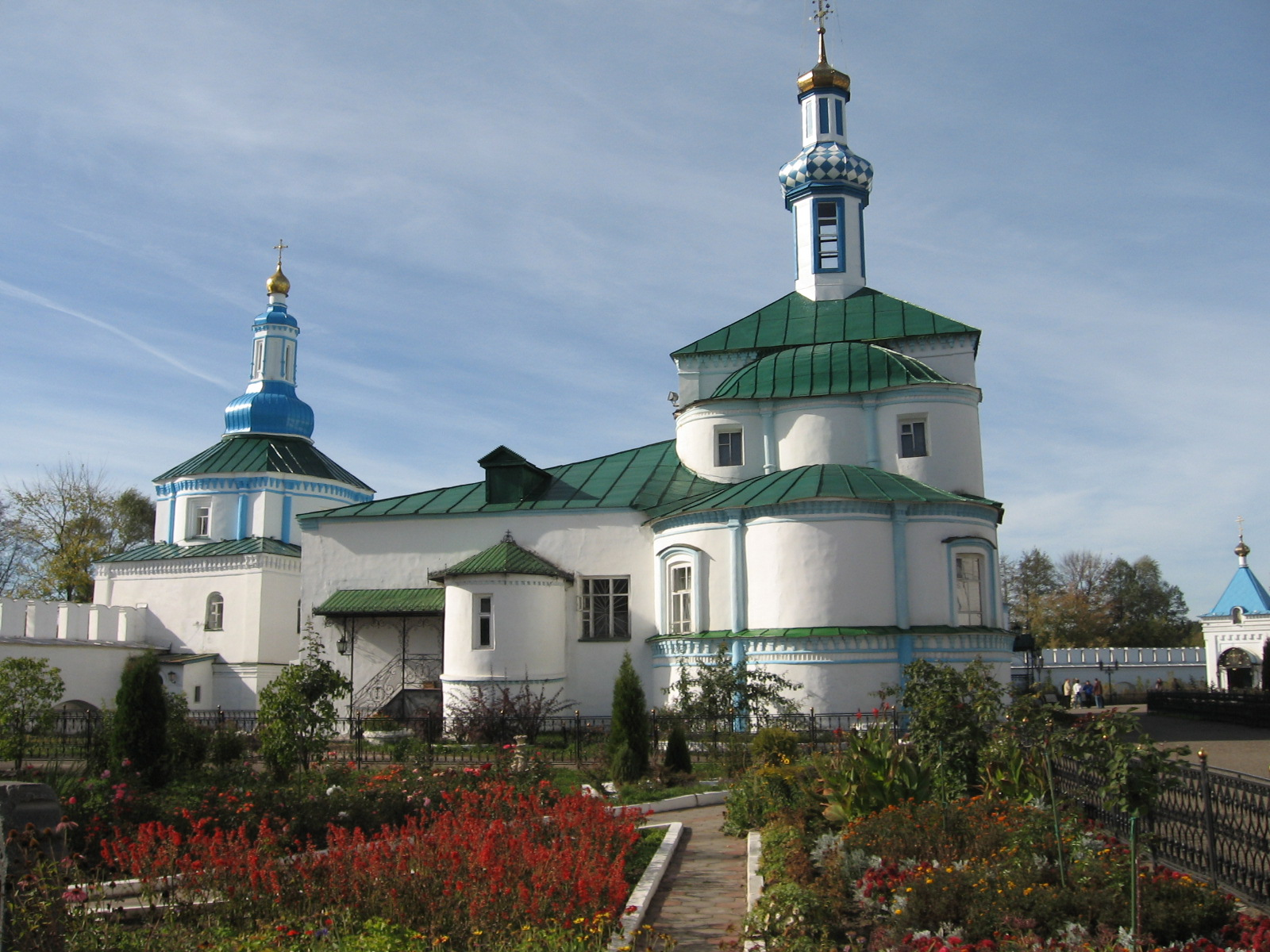
Église des Saints-Pères-du-Sinaï-et-de-Raïfa

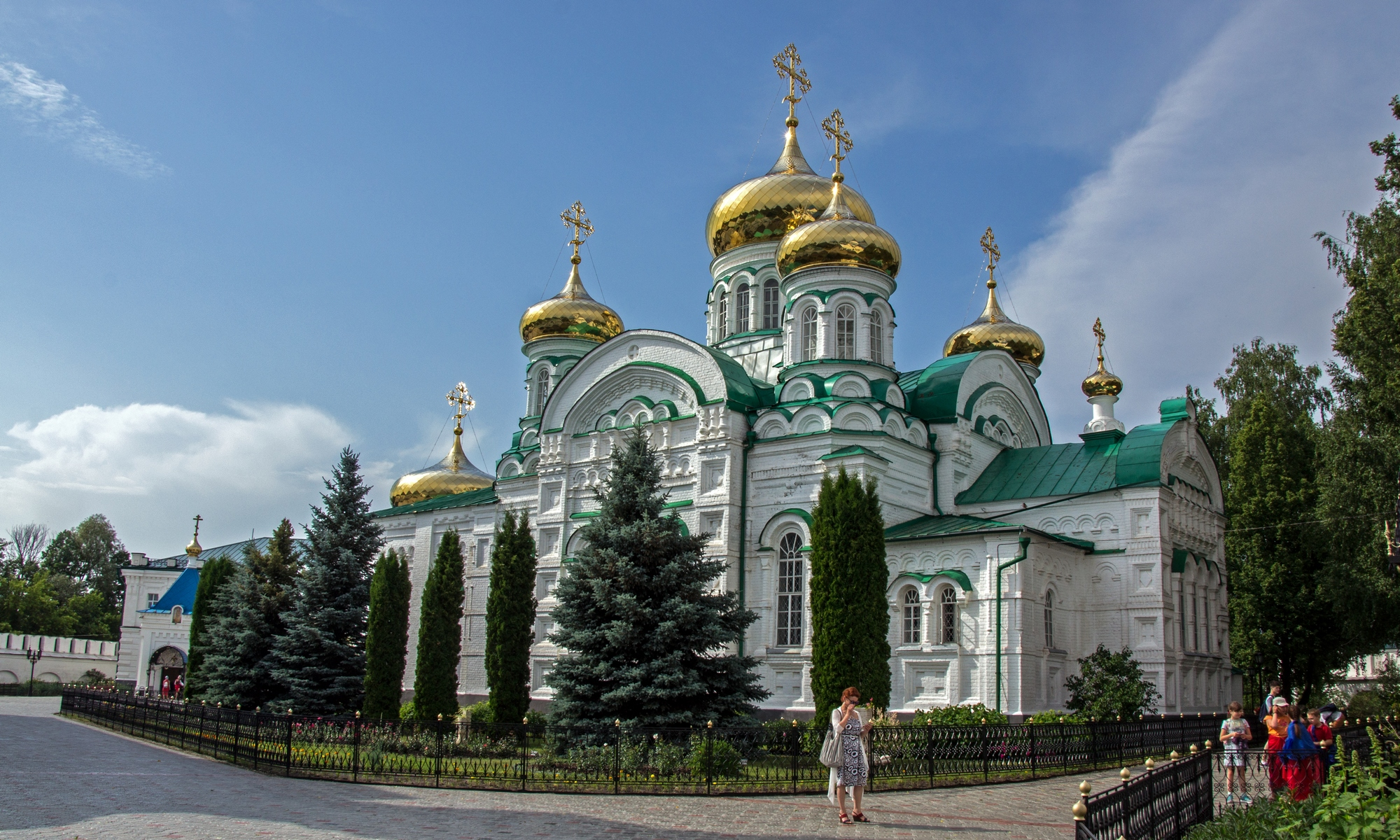
Collégiale de la Trinité
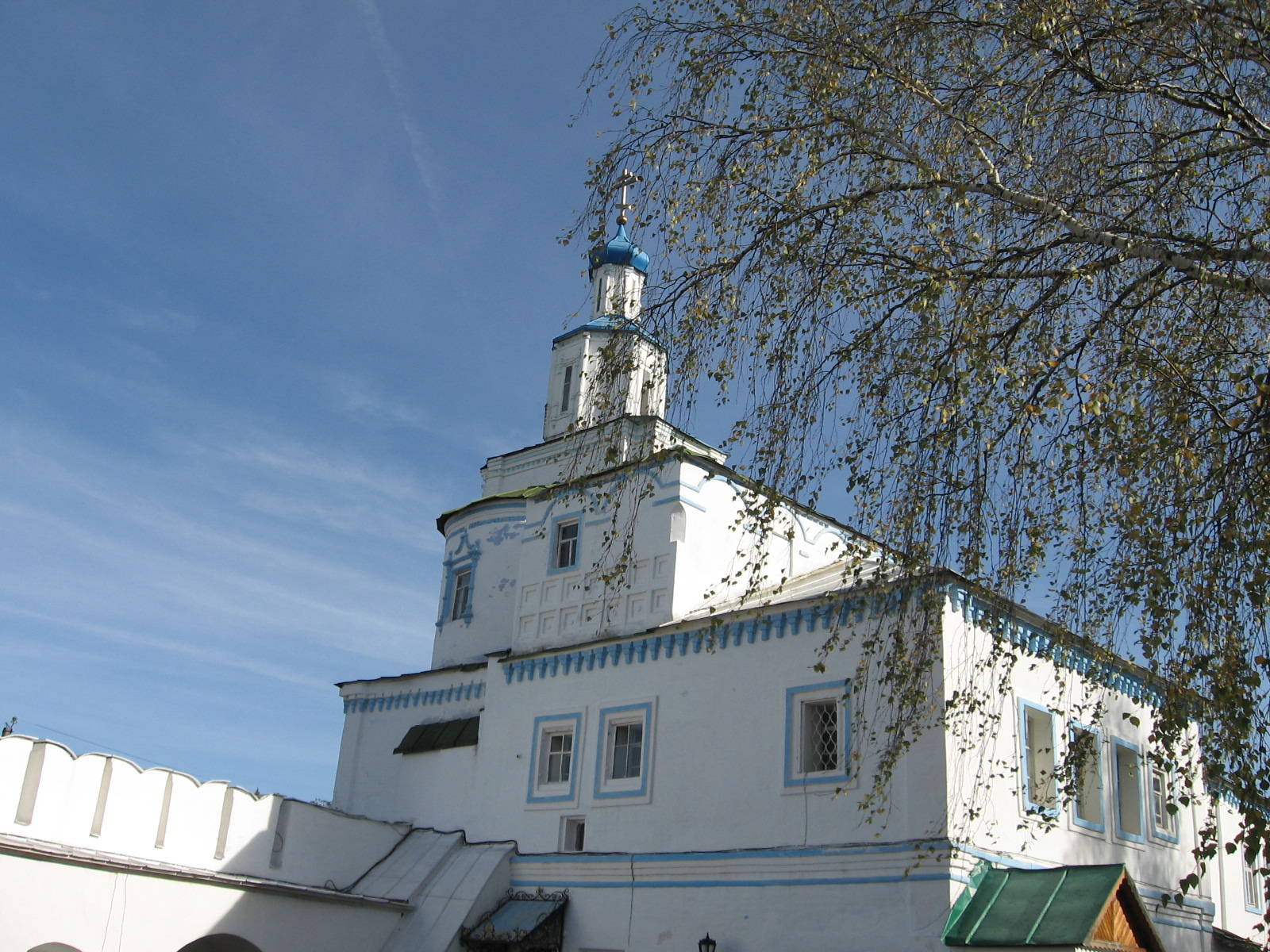
Église Sainte-Sophie
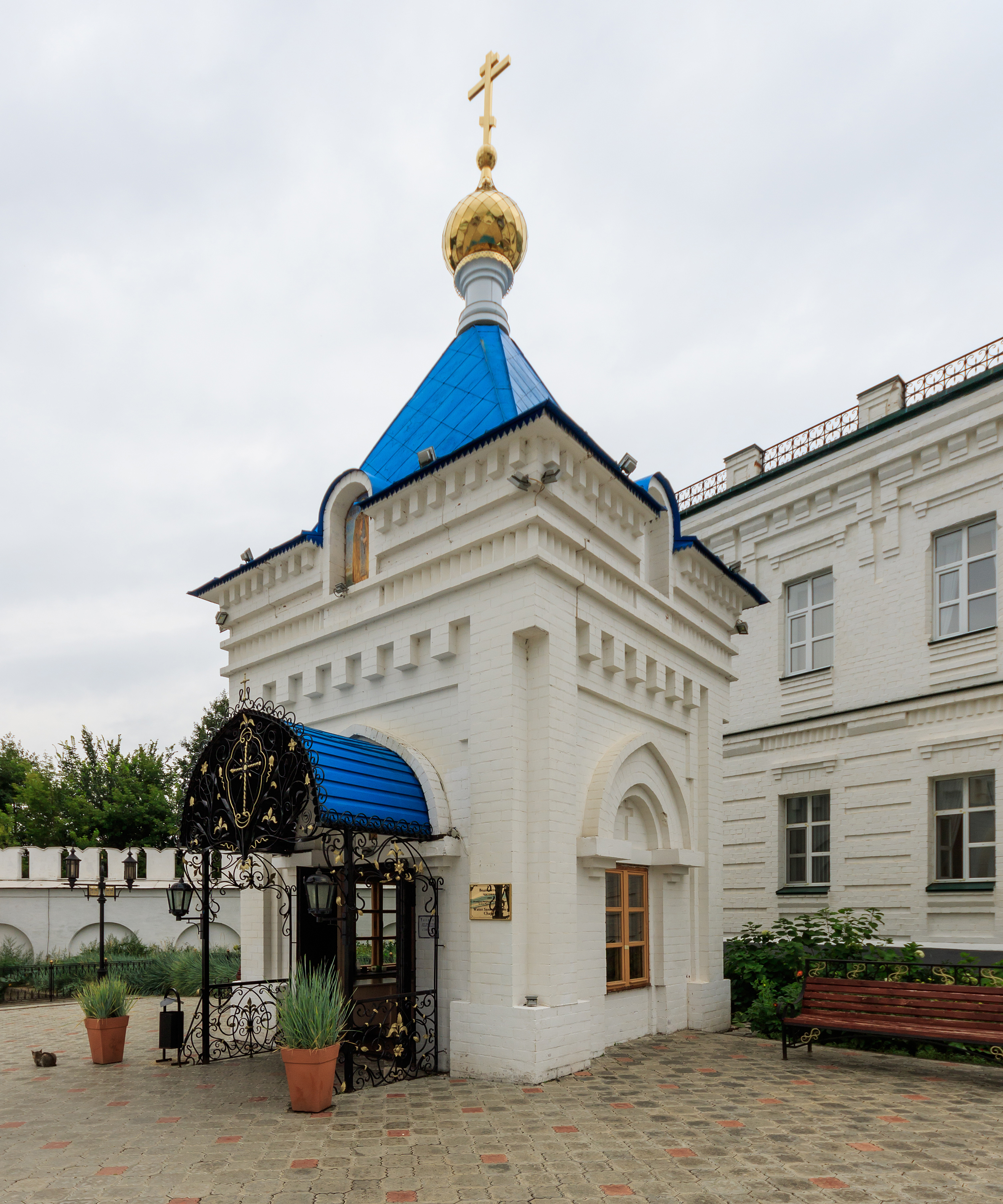
Chapelle
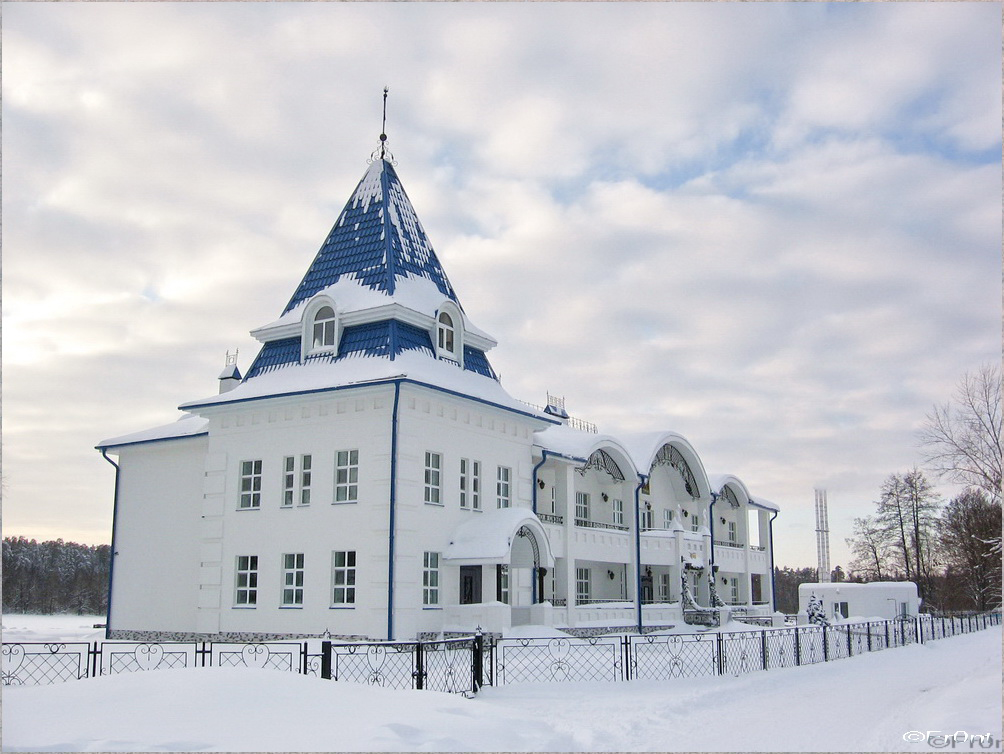
Maison du Pèlerin

## Accès

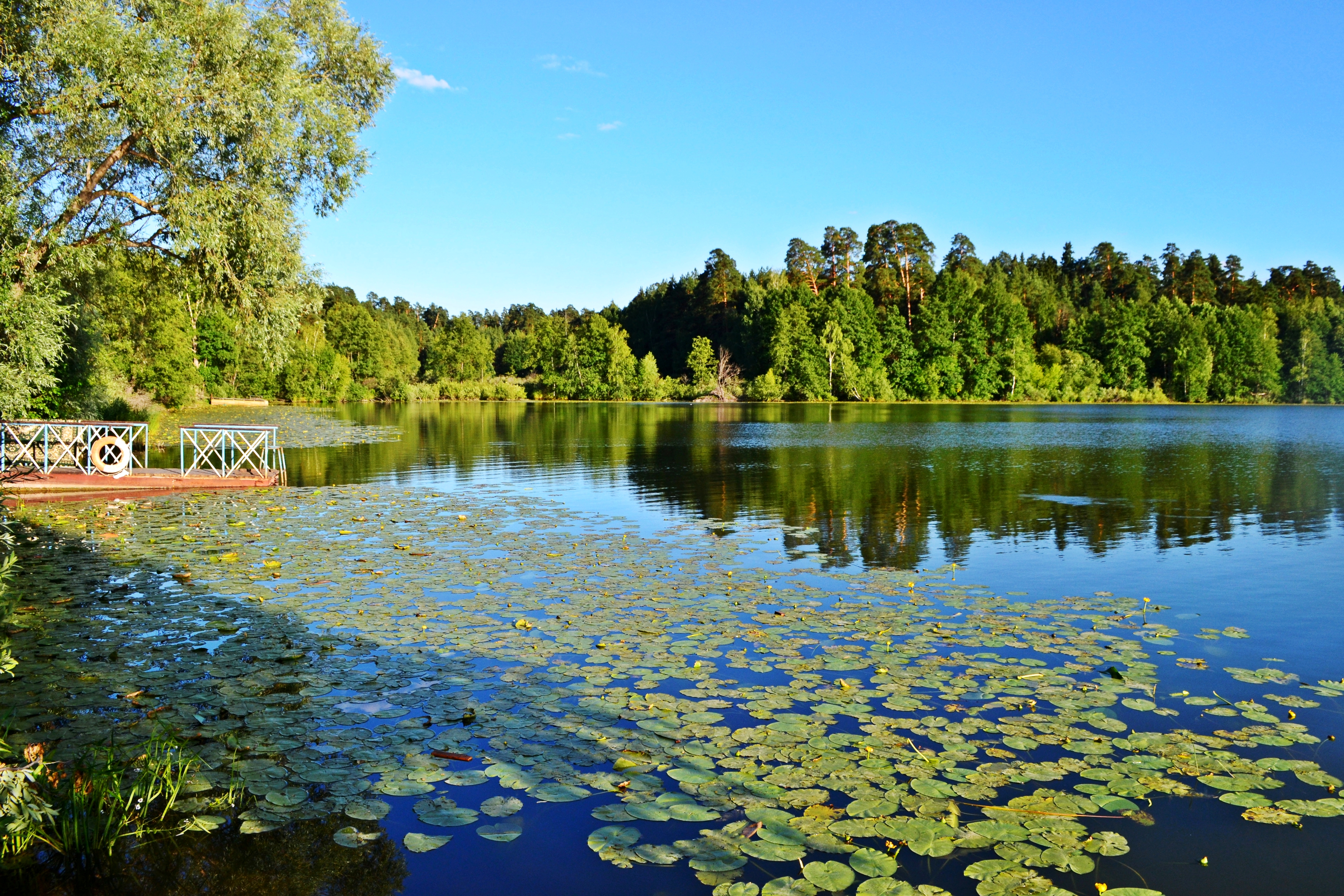
Lac de Raïfa.

L'adresse du monastère de Raïfa est: 422537, République du Tatarstan, raïon de Zelenodolsk (Зеленодольский район), lieu-dit Raïfa (местечко Раифа).
De la gare du Nord de Kazan, prendre l'autobus no 552 ou no 554 ou de la gare autoroutière de Zelenodolsk prendre l'autobus no 405. L'arrêt « Raïfa » se trouve à cent mètres de marche du monastère.

## Source de la traduction
- (ru) Cet article est partiellement ou en totalité issu de l’article de Wikipédia en russe intitulé « Раифский Богородицкий монастырь » (voir la liste des auteurs).